# Eribolus
Eribolus is een vliegengeslacht uit de familie van de halmvliegen (Chloropidae).

## Soorten
- E. californicus Sabrosky, 1950
- E. gracilior (de Meijere, 1918)
- E. hungaricus Becker, 1910
- E. longulus (Loew, 1863)
- E. nana (Zetterstedt, 1848)
- E. nearcticus Sabrosky, 1948
- E. slesvicensis Becker, 1910